# Alto Garças
Alto Garças, amtlich Município de Alto Garças, ist eine Gemeinde (município) im Südosten des brasilianischen Bundesstaates Mato Grosso mit rund 9500 Einwohnern auf einer Fläche von 3672 km. Die Distanz zur Staatshauptstadt Cuiabá beträgt rund 350 km. 1933 wurde Alto Garças erst ein Distrikt der Gemeinde Santa Rita do Araguaia und wurde am 10. Dezember 1953 als unabhängige Gemeinde abgetrennt. Alto Garças gehört zur Mikroregion Alto Araguaia.
Die Besiedlung des Gebietes begann im frühen 20. Jahrhundert durch Abenteurer auf der Suche nach Schmucksteinen und anderen Naturschätzen. Dieser Tage wird die Wirtschaft von Edelsteinminen – vornehmlich Diamanten – und Landwirtschaft – hier vornehmlich Soja, Baumwolle und Gras zur Viehverfütterung – bestimmt.
Das Klima ist feucht-tropisch mit Juni, Juli und August als Trockenmonaten. Niederschläge erreichen ihren Höhepunkt im Dezember und die jährliche Gesamtmenge beträgt im Durchschnitt 1950 mm. Die jährliche Durchschnittstemperatur beträgt 22 °C. Die bisher gemessenen Extremtemperaturen betrugen 38 °C und 0 °C.
Dem Tourismus hat Alto Garças reizvolle Flüsse und Wasserfälle anzubieten. Größere landwirtschaftliche Gehöfte laden zum Verweilen ein. Der Kalender wird vom Karneval, der hier als Garçafolia abgehalten wird, und dem Marienfest zu Ehren von Nossa Senhora de Aparecida am 12. Oktober bestimmt.
Internationale Berühmtheit hat die in Alto Garças geborene Sängerin Vanessa da Mata (* 1976) erworben.